# Baynton
Baynton es una entidad de población australiana del estado de Victoria.

## Geografía
El lugar, perteneciente al estado de Victoria, está ubicado al norte de Melbourne.

## Historia
A finales del siglo XIX, el lugar tenía contabilizada una población de 400 habitantes.